# Ботел Ист (Вашингтон)
Ботел Ист (енгл. Bothell East) насељено је место без административног статуса у америчкој савезној држави Вашингтон.

## Демографија
По попису из 2010. године број становника је 8.018.
| Група             | 2000.    | 2010.         |
| Белци             | 0 (0,0%) | 4.830 (60,2%) |
| Афроамериканци    | 0 (0,0%) | 166 (2,1%)    |
| Азијати           | 0 (0,0%) | 2.229 (27,8%) |
| Хиспаноамериканци | 0 (0,0%) | 459 (5,7%)    |
| Укупно            | 0        | 8.018         |